# Flughafen Rionegro

i7
i11
i13

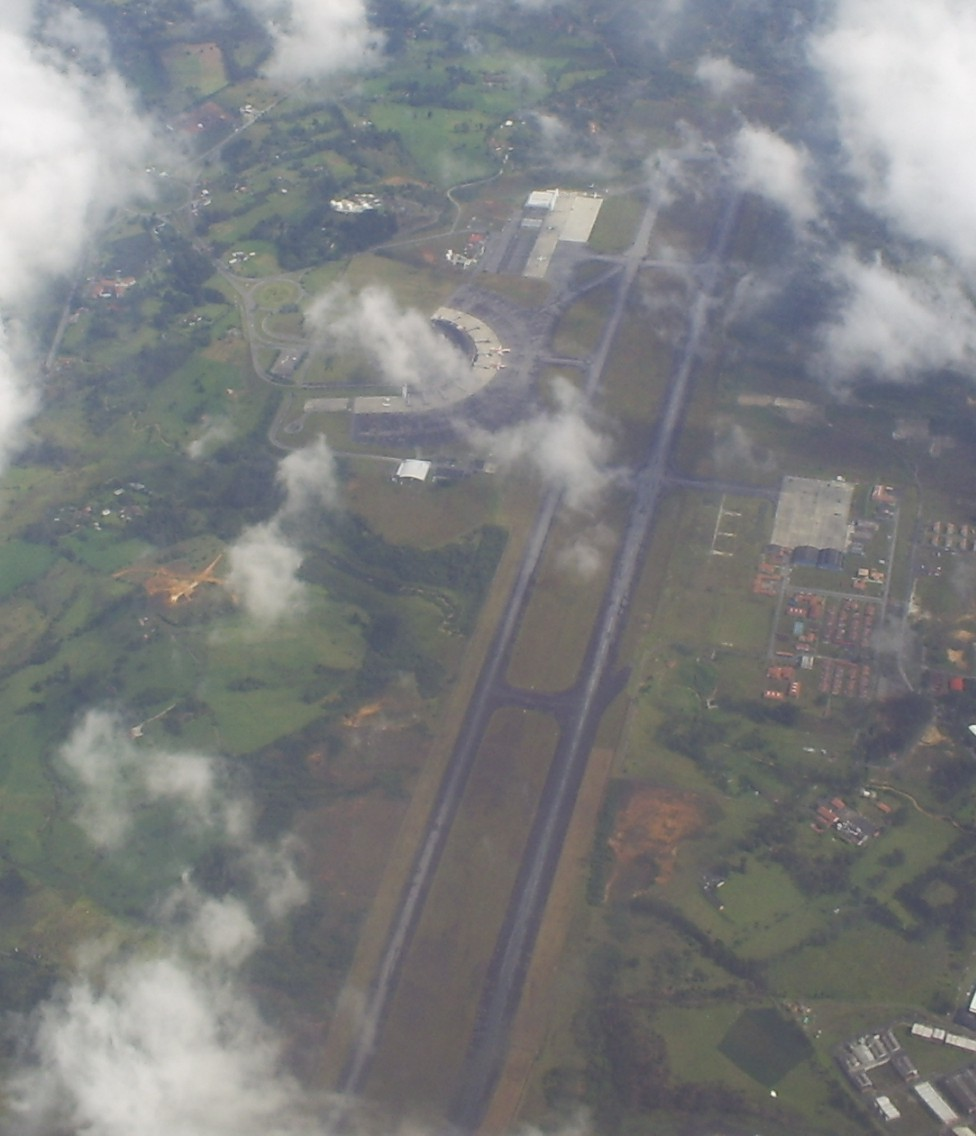
Luftansicht

Der Flughafen Rionegro (Spanisch offiziell Aeropuerto Internacional José María Córdova oder Rionegro Airport, IATA-Code: MDE, ICAO-Code: SKRG) ist ein kolumbianischer Verkehrsflughafen und der wichtigste der Stadt Medellín und im Departamento de Antioquia. Er ist Kolumbiens zweitgrößter Airport und befindet sich in dem Municipio Rionegro, knapp 20 Minuten (25 km) südöstlich vom Zentrum Medellíns mit dem Auto entfernt.
Im Zentrum Medellíns gibt es auch mit dem Flughafen Olaya Herrera einen nationalen Flughafen. Der internationale Flughafen wurde nach dem aus Rionegro stammenden kolumbianischen General José María Córdova benannt.

## Bedeutung
Der Flughafen Rionegro ist der bedeutendste Flughafen im Departamento Antioquia und in Bezug auf die Infrastruktur ist er der unentbehrlichste im westlichen Kolumbien. Für die Billigfluggesellschaft Viva Air Colombia ist er ein wichtiges Luftfahrt-Drehkreuz. Er bedient mehrere internationale Ziele. Ebenso gibt es neue Ziele in Süd- und Mittelamerika sowie in die Karibik.

## Ausbau des Flughafens
Die Notwendigkeit eines Flughafenausbaus stellte sich erst in jüngster Zeit, nachdem das Friedensabkommen zwischen Regierung und FARC-EP greift und deshalb immer mehr Touristen in das Land strömen, besonders nach Medellín. Die Aeronáutica Civil veröffentlichte Studienergebnisse zur technischen, betrieblichen und finanziellen Tragfähigkeit einer Umsetzung des Ausbaus. Nach diesem Plan soll, nach dem erwarteten Luftverkehrswachstum zwischen 2038 und 2040, der Bau einer weiteren Start- und Landebahn von 3.500 Metern Länge sowie ein neues Passagierterminal fertig gebaut werden. Darüber hinaus werden Neubauten in mehreren anderen Bereichen wie in der Brandbekämpfung, dem Kontrollturm und im elektrischen Bereich notwendig.
Die Baukosten sollen etwa 1,2 Billionen Pesos betragen, aufgeteilt in drei Phasen über die nächsten 20 Jahre. Die Bedarfsprognosen schätzen etwa 13,5 Millionen Passagiere, 177.000 Tonnen Fracht und 131.000 Flugbewegungen für das Jahr 2036, so der Bericht.
In der ersten Phase, zwischen 2016 und 2021, soll die bestehende Runway um 500 Meter verlängert werden; dazu kommen die Errichtung zweier zusätzlicher Fluggaststeige, Verbesserungen in den internen Prozessen des Passagierterminals sowie ein Ausbau der Verkehrsinfrastruktur, was An- und Abfahrten vom Stadtzentrum zum Flughafen betrifft.

## Verkehrsanbindung
Mit der Eröffnung des 8,2 Kilometer langen Túnel de Oriente und einer 24 Kilometer neu gebauten Schnellstraße zwischen Rionegro und den östlichen Außenbezirken Medellíns wird die frühere Fahrtzeit auf der 32 km alten extrem kurvenreichen Route von bisher 50 Minuten auf unter 20 Minuten erheblich unterschritten. Die Kosten der seit mehreren Jahrzehnten geplanten Schnellstraße mit neun Viadukten betrugen ca. 303,4 Millionen USD. Hauptnutzniesser sind die über acht Millionen Passagiere, die den Flughafen Rionegro jährlich benutzen.

## Zwischenfälle
- Am 19. Mai 1993 wurde eine Boeing 727-46 der SAM Colombia (HK-2422X) auf dem Weg von Panama-Stadt zum Flughafen Rionegro 40 km südöstlich der Stadt Medellin in den Berg Paramo Frontino geflogen. Beitragend war die vorhergegangene Zerstörung eines Funkfeuers durch Terroristen und die Unzuverlässigkeit eines anderen durch ein Gewitter. Alle 132 Insassen kamen ums Leben (siehe auch SAM-Colombia-Flug 501).[4]